# 紀元前30世紀

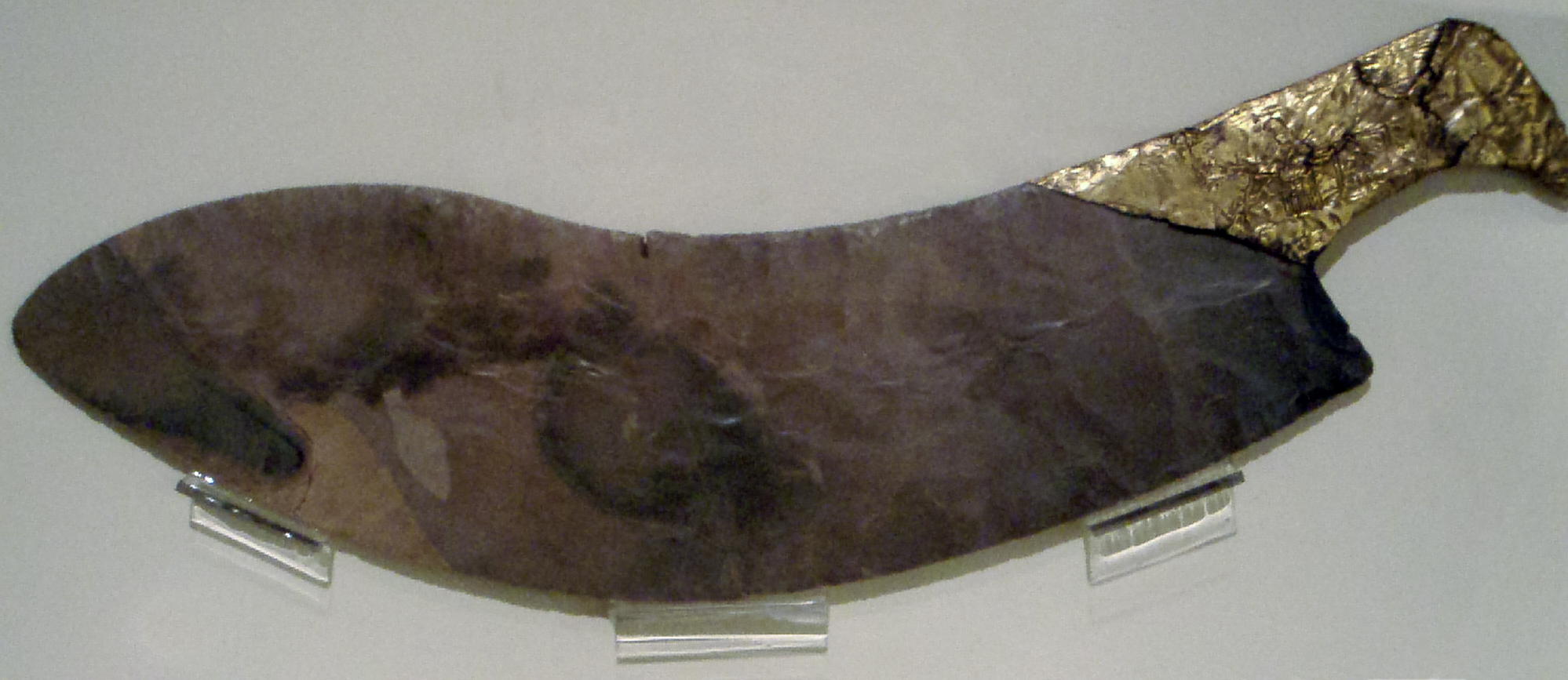
「ジェル王のナイフ」。画像はカナダのロイヤルオンタリオ博物館で展示された時のもので、この石製の祭祀用ナイフにはエジプト第1王朝ジェル王のホルス名が彫られている。

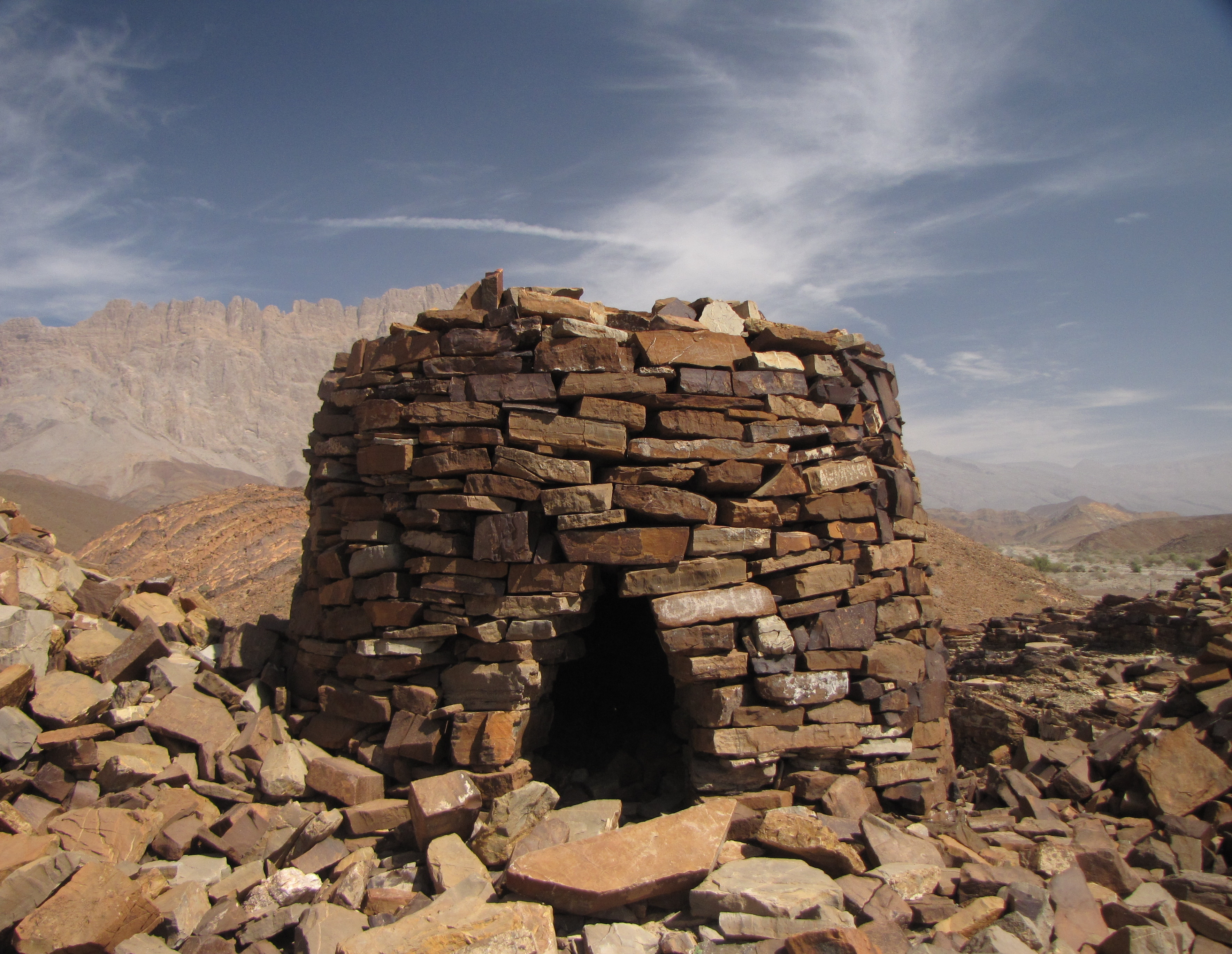
バット、アル＝フトゥム、アル＝アインの考古遺跡群。現在のオマーンのマガン地方にはメソポタミアへ銅を供給したバット遺跡やそれと関連した遺跡がいくつかある。画像はアル＝アインのネクロポリスの遺跡。

紀元前30世紀（きげんぜんさんじゅうせいき）は、西暦による紀元前3000年から紀元前2901年までの100年間を指す世紀。

## 出来事
- 紀元前3000-2000年頃 - この時期世界の人口がおよそ3000万であった。
  - ユーラシア西部では新石器時代の人口減少（英語版）が見られる。
    - スウェーデンのフレルセゴーデン（frälsegården）遺跡ではペスト菌に罹患した79人の遺骨が短期間に埋葬されている。
- 紀元前3000年頃
  - メソポタミアで銅に錫を混ぜる青銅合金の製造法が発見され武器その他が作られる（青銅器時代）。
    - 銅の供給地はオマーンのバット遺跡、錫の供給地はアナトリア南部のトロス山脈のケステル（英語版）遺跡。

  - メソポタミアのシュメールはジェムデト・ナスル期（英語版）（ウルクIII層）。
    - 「緋色の花瓶」（イラク国立博物館蔵）が作られる。
    - イラクのバグダッド付近で発見されたライオン像グエノル・ライオネス（英語版）（個人蔵）が作られる。

  - イラン中央部で原エラム期に属する世界最古のテペ・シアルクのジッグラトが建設される。
  - 黒海周辺のヤムナ文化（竪穴墓文化、クルガンIV期）が東ヨーロッパに広がる（ - 紀元前2800年頃）。
    - クルガン石碑（英語版）と呼ばれる建造物が各地に建てられる。代表はウクライナ出土の「ケルノシフスキーの偶像（英語版）（ドニプロ歴史博物館（英語版）蔵）。

  - エジプト第1王朝第2代ファラオのジェルが統治を開始した。
  - ヒエラコンポリス（英語版）出土のパレット（エジプト考古学博物館蔵）が作られる。
  - 小アジアのイリオス（トロイ）の町が作られた（イリオス遺跡第I層）。
  - キクラデス文明が始まる（グロッタ・ペロス文化)。
  - ミノア文明は前宮殿時代（土器編年EMI期）。
  - スコットランド北東沖のオークニー諸島内メインランド島のストーンズ・オブ・ステネスが立てられる。
  - 中国の黄河中流域では仰韶文化廟底溝期から中原（河南・陝西）龍山文化（ - 紀元前2000年頃）。
  - 中国の黄河下流域では大汶口文化後期から山東龍山文化（ - 紀元前2000年頃）。
  - 日本では縄文時代中期が始まる（ - 紀元前2000年頃）。
    - 八ヶ岳を中心とする中央高地各地の遺跡が発展。
      - 代表は釈迦堂遺跡・酒呑場遺跡（山梨県）・井戸尻遺跡・尖石遺跡（長野県）など。
      - この地域に黒曜石の産地（星糞峠黒曜石原産地遺跡・星ヶ塔黒曜石原産地遺跡（英語版））があり、東日本各地に交易圏が拡大した。

  - アンデス高地にアメリカ大陸で最も古い都市カラルの建設が始まる。
- 紀元前2955年頃 - エジプトのファラオのジェルが死去した。
- 紀元前2950年頃 - セメルケトが初めてネブティ名を用いた。
- 紀元前2925-2776年頃 - エジプトで戦争が起こった。
- 紀元前2999年頃 - ジェトが第3代ファラオとなった。

## 発明・発見
- 紀元前3000-2000年頃 - ヒエログリフ（エジプト）、轆轤（中国）、土器（アメリカ）
- 紀元前3000年頃
  - 都市（シュメール）
  - 冶金（シュメール）
- メソポタミアで通貨や重さの単位としてシェケルが使われ始めた。
- 紀元前3000年頃
  - 縄文時代中期の新潟県糸魚川でヒスイの加工が始まる。長者ヶ原遺跡はその加工所の遺跡の一つ。